# Tripiloppia aokii
Tripiloppia aokii är en kvalsterart som beskrevs av Hammer 1968. Tripiloppia aokii ingår i släktet Tripiloppia och familjen Oppiidae. Inga underarter finns listade i Catalogue of Life.